# Ray Reardon
Raymond Reardon (Tredegar, 8 ottobre 1932 – 19 luglio 2024) è stato un giocatore di snooker gallese, professionista dal 1967 al 1991.

## Biografia
Fu uno dei giocatori più titolati nella storia dello snooker, numero uno del ranking dal settembre 1976 al maggio 1981 e dall'agosto 1982 al maggio 1983 e sei volte campione del mondo (1970, 1973, 1974, 1975, 1976 e 1978).
Fu inoltre il giocatore più anziano nella storia ad aver vinto un torneo valido per il Ranking, all'età di 50 anni compiuti.
Ray Reardon morì il 19 luglio 2024 all'età di 91 anni.